# Vladimir Vujasinović
Vladimir Vujasinović (Rijeka, 14. kolovoza 1973.), bivši srbijanski vaterpolist, od 9. svibnja 2012. trener VK Partizan. Karijeru je započeo u riječkom Primorju, a poslije je igrao i za Crvenu zvezdu, Barcelonu, Partizan (u kojem je 2012. završio igračku karijeru), Romu i Pro Recco. Debitirao je za reprezentaciju Jugoslavije 1990. (sa 17 godina) u pobjedi nad Francuskom 18:3 (tad je postigao i prvi pogodak za reprezentaciju). Odigrao je dvije utakmice za juniorsku reprezentaciju Hrvatske, a onda se opredijelio igrati za SR Jugoslaviju čije je reprezentacije redovan član od 1995. Nakon raspada SCG kratko je igrao i za srbijansku reprezentaciju. Visok je 187 cm i ima masu 93 kg.